# Laudakia nupta
Laudakia nupta là một loài thằn lằn trong họ Agamidae. Loài này được De Filippi mô tả khoa học đầu tiên năm 1843.

## Hình ảnh

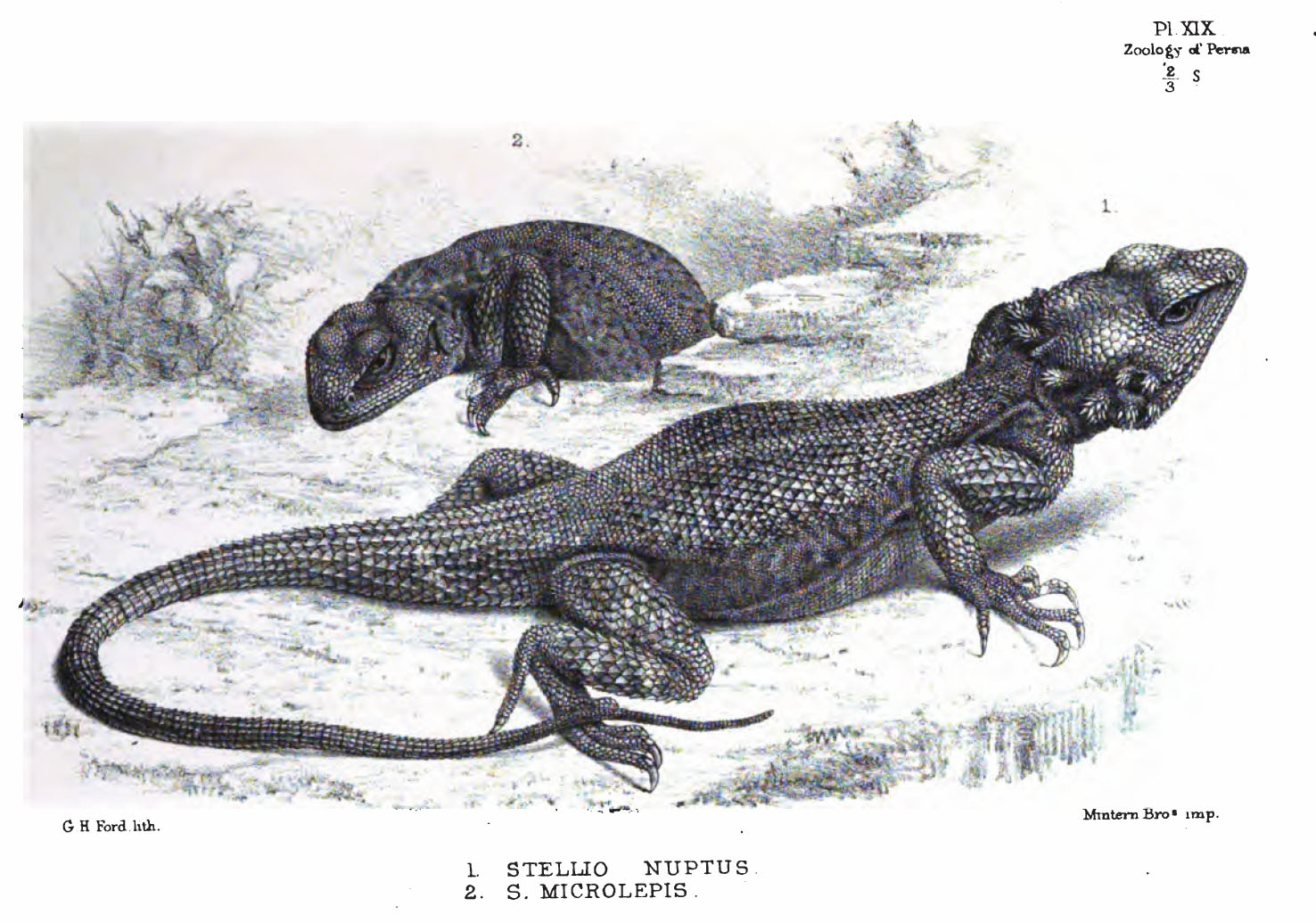